# Szótó
A szótó iskola (japán: 曹洞宗, szótó su) a zen buddhizmus három hagyományos iskolája közül a legnagyobb (a másik kettő a rinzai és az óbaku). Ez az iskola a kínai caotung iskola japán változata, amelyet a Tang-dinasztia idején alapított Tung-san Lian-csie. Hangsúlyos eleme a sikantaza, a tárgy-, horgony- és tartalommentes meditáció. A meditáló igyekszik tudatában lenni a gondolatainak áramlására, és engedi, hogy azok keletkezzenek és elmúljanak beavatkozás nélkül.
Az iskola japán ágát a 13. században vitte át a szigetországba Dógen Zendzsi, aki caotung buddhizmust (kínai: 曹洞宗, pinjin: caotung cong) tanult Kínában. Keizan Dzsókin mellett Dógent tekintik a szótó zen egyik pátriárkájának.
A mintegy 14 000 templommal büszkélkedő szótó Japán legnagyobb buddhista szervezete. A szótó zen ma már nagyon népszerű a Nyugaton is, főleg az Egyesült Államokban.